# سجن الباستيل

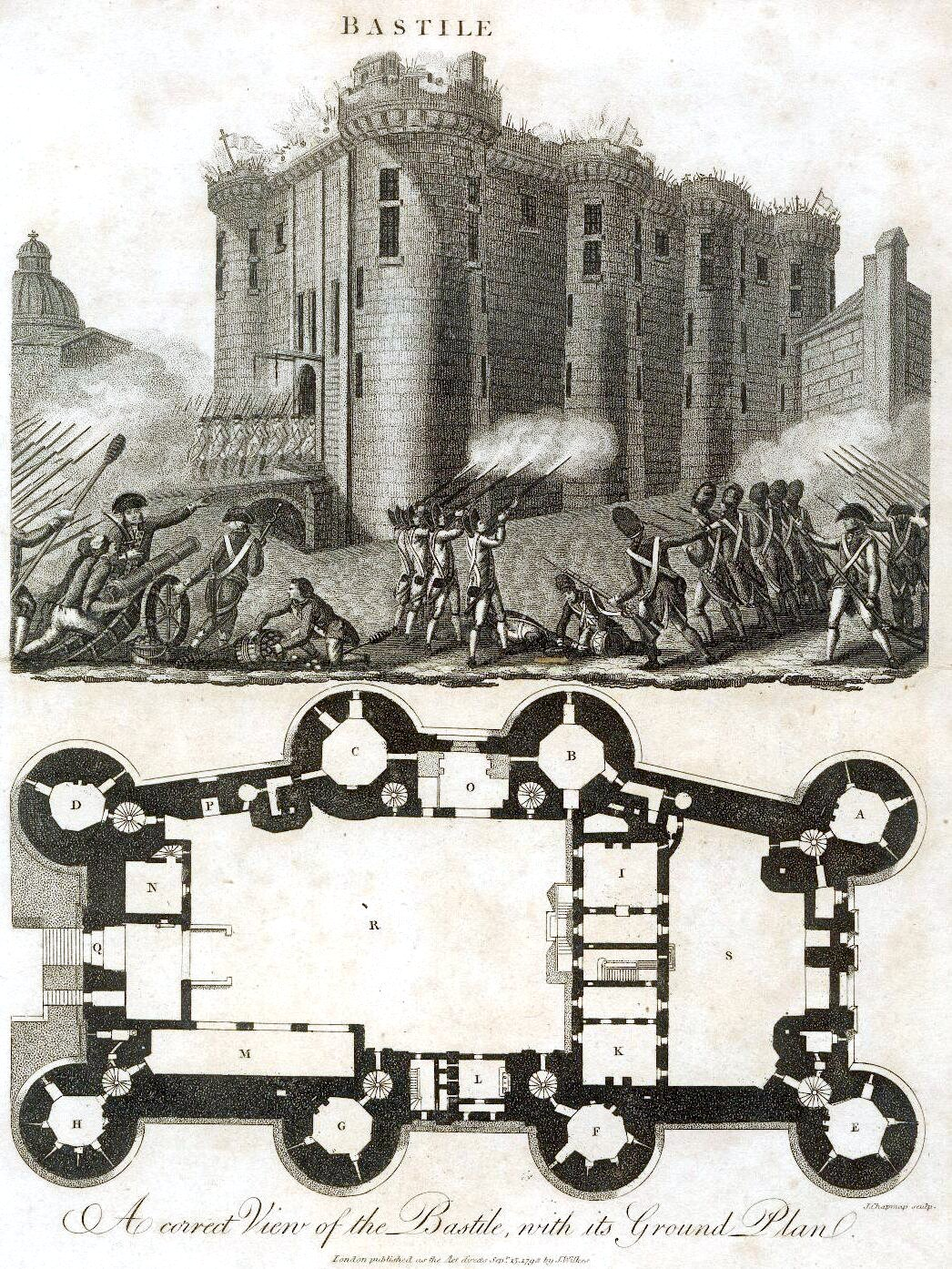
سجن الباستيل

الباستيل هو سجن بُني في فرنسا ين عامي 1370-1383 كحصن للدفاع عن باريس ومن ثم كسجن للمعارضين السياسيين والمسجونين الدينيين والمحرضين ضد الدولة. وأصبح على مدار السنين رمزاً للطغيان والظلم وانطلقت منه الشرارة الأولى للثورة الفرنسية في 14 يوليو 1789. وما تزال فرنسا حتى اليوم تحتفل بمناسبة اقتحام السجن باعتباره اليوم الوطني لفرنسا (Fête Nationale) في الرابع عشر من يوليو من كل عام وانتهاء حقبة طويلة من الحكم المطلق.
كان اسمه الأصلي «الباستيد» La Bastide، وليس الباستيل وتعني «الحصن» باللغة الفرنسية. وقد بدأ التفكير جديا في بنائه مكان السور عند باب سانت أنطوان لحماية باريس من الشرق وحماية باب سان دنيس Saint Denis وسان مارتان Saint- Martin بعد هزيمة بواتييه Poitiers وأسر الملك جان الطيب Jean Le Bon عام 1356. وكان الملك بحاجة إلى أموال لبناء هذا الحصن، فاعترض على ذلك نقيب التجار، واسمه اتيان مارسيل Etienne Marcel وكان أغنى رجل في باريس، مما جعل بعض المؤرخين يصفون هذا الرجل بأنه أب من آباء الديمقراطية لوقوفه في وجه الملك. ولكن دوافع الرجل كانت شخصية بحتة، فقد كان يجهز لاستيلاء شارل الثاني ملك نافارا الذي يُسمي شارل السيئ بالفرنسية (Charles Le Mauvais) على العرش وتوطيد نفوذ الإنجليز. وقد أغتيل أتيين مارسيل في هذه المحاولة عام 1358 عند باب سانت انطوان، حيث أقيمت قلعة الباستيل بعد ذلك بأمر من ولي العهد الذي أصبح فيما بعد الأمبراطور (شارل الخامس). وقد وضع عمدة باريس حجر الأساس للباستيل عام 1370. وهكذا بني الباستيل ابتداء من 1378 من ثمانية أبراج بارتفاع 24 مترا وبسمك 3 أمتار عند القاعدة ومتر و80 سم عند القمة، واستغرق البناء 12 سنة، ومات شارل الخامس أو (شارلكان) عام 1380 قبل أن يتم بناء الباستيل في 1390.
فالأصل في الباستيل إذن إنه كان حصنا للدفاع عن باريس من الشرق. وكان له قومندان يدعي «كابتن الباستيل» ومعه أقل من 20 من الحراس المسلحين. وكان مخزنا للبارود والمدافع والأسلحة البيضاء. وفي جرد 1504 كان في مخازن الباستيل 3600 بلطة صالحة للاستعمال، و1060 بلطة غير صالحة للاستعمال، وعدد كبير من السلاسل لسد شوارع باريس.

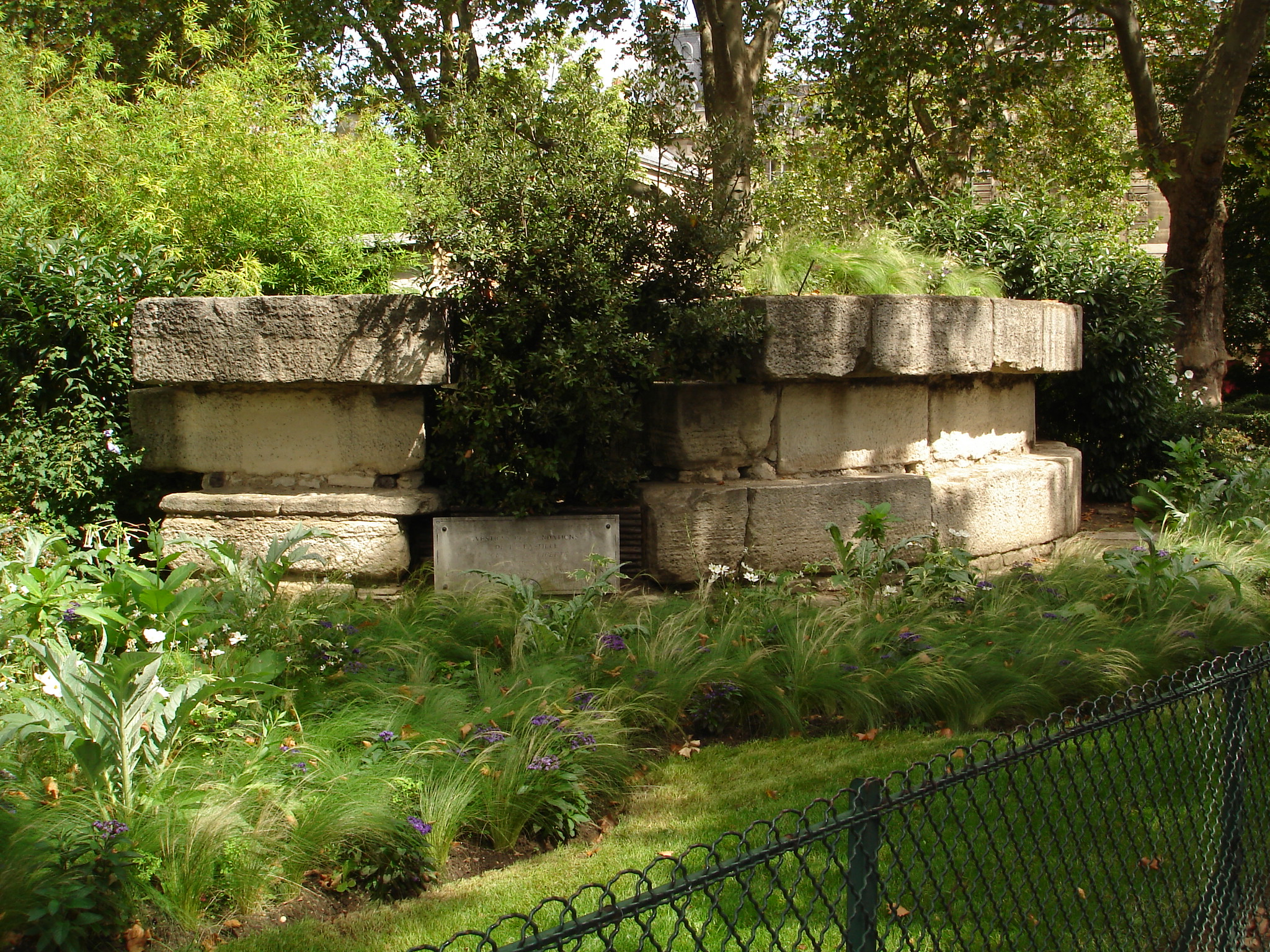
بقايا من سجن الباستيل موجوة في بولفارد هنري الرابع في باريس قرب جزيرة سان لويس

منذ البداية كان للباستيل باب جانبي يستخدمه الملك للدخول والخروج سراً من باريس، وقد اعترضت بلدية باريس على وجود هذا الباب وحاولت إلغاءه، ولكنها عجزت عن ذلك.
وفي العصور الوسطى كان شيئا مألوفا قبل توحيد فرنسا أن يتحالف بعض أمراء الإقطاع مع بعض الملوك أو الأمراء الأجانب ضد ملوك فرنسا أو أمرائها. ومن أشهر هذه التحالفات تحالف ولاية بورجونيا مع الإنجليز. وقد احتل البرجنديون والإنجليز الباستيل، وكان قومندان الباستيل إنجليزيا لمدة 16 سنة بعد احتلالهم باريس ابتداء من 1418 حتى أجلوا عن الباستيل في 1436. (والبرجنديون كما هو معروف هم الذين سلموا جان دارك بعد ذلك للإنجليز فحاكموها وأحرقوها بتهمة إنها ساحرة)
ولم يكن الباستيل مخزنا للسلاح والذخيرة فقط، بل كان أيضا من القرن الخامس عشر حتى عهد لويس الرابع عشر مخزنا لجواهر التاج وكنوزه ومقراً لخزانة الدولة. ومما يذكر أن هنري الرابع ملك فرنسا أودع في الباستيل عام 1600 مبلغ 13 مليون جنيه ذهبا استعدادا لحربه مع إسبانيا.

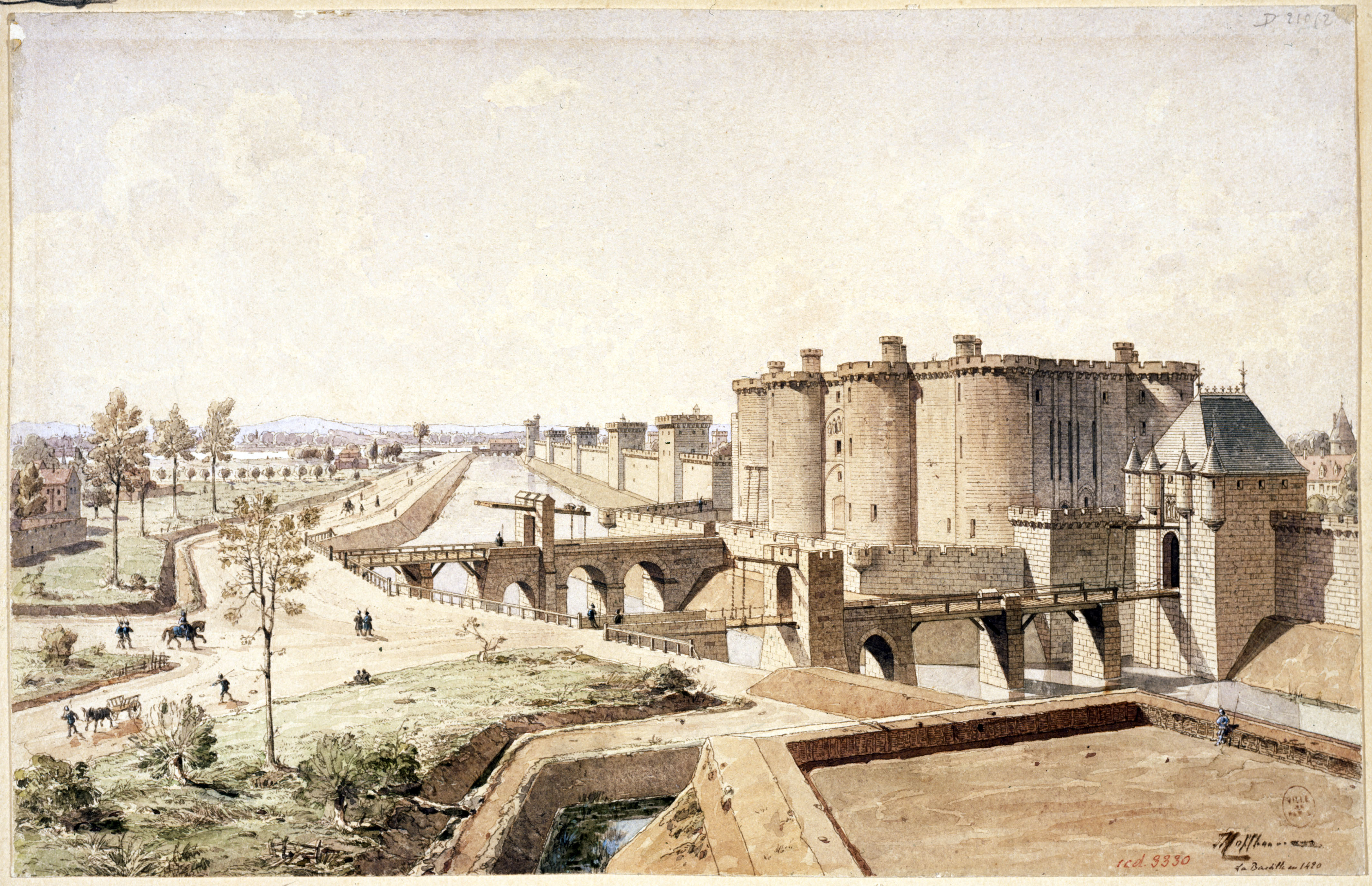
رسم توضيحي لسجن الباستيل وتبدو به قناة سان مارتان

## السجن
الصورة التقليدية عن الباستيل حتى قبل سقوطه في يد الثوار أنه لم يكن حصنا للدفاع بقدر ما كان قلعة للطغيان وسجنا للتعذيب، وتلك كانت وجهة النظر الرسمية في فرنسا منذ عام 1880، عام إعلان 14 يوليو عيدا قوميا للحرية في فرنسا.
ولم يعتبر الباستيل قصراً إلا في عهد لويس الرابع عشر حين أصدر هذا الملك في 1667 أمراً ملكياًً لقومندان الباستيل باعتبار الباستيل أحد القصور الملكية وأمره بموجب هذا أن يطلق المدافع ابتهاجا بمولد ابنته. وفي عهد لويس الخامس عشر كان الباستيل يطلق المدافع تحية للملك عند دخوله وخروجه من باريس.
وفي عهد لويس السادس عشر امتدت التحية لموكب الكونت دارتوا، أخى الملك ولفرقته المسرحية وهي الكوميدي فرانسيز.

## سجناء الباستيل
وبحسب أرشيف مكتبة الأرسينال (الترسانة) بلغ مجموع السجناء في الباستيل منذ بنائه نحو 1400 حتى سقوطه في 14 يوليو 1789 نحو 6000 سجين، منهم 800 سجين بين 1400 و 1659 وهي بداية عهد لويس الرابع عشر، و 5279 سجينا بين 1659 ويوم سقوطه في 1789.
وكان أول سجناء مدنيين احتجزوا في الباستيل عام 1423. أثنان من السحرة جئ بهم ليعالجا الملك من جنونه ولكنهما فشلا. وفي 1428 كانت باريس وفرنسا كلها شمال نهر اللوار أيام شارل السابع خاضعة لهنري السادس ملك إنجلترا ووثائق الفترة تقول أنه كان في الباستيل 17 سجينا منهم 4 من الإنجليز و3 من الفرسان و3 من السياس من بريتاني وراهبان وقسيس واثنان من صانعي النبيذ وغلام يبلغ من العمر 13 عاما.
ومنذ البداية تقريبا تحول الباستيل من حصن عسكري إلى سجن لأعداء الملك ولتأديب النبلاء الذين ينحرف سلوكهم في البلاط.
وبعد مائة سنة من الهدوء النسبي اتّسع الأمر ليشمل سجناء العقيدة الدينية مثل البروتستانت واتباع الجانسنية ثم الجزويت. كما دخلت الباستيل قلة من متهمي القانون العام. وتميز الباستيل عن سجون فرنسا الأخرى بأهمية ضيوفه أو بشهرة الجرائم التي ارتكبوها.

## أعلام السجناء
البرنس كوندي Prince Conde
فوكيه Foucquet وزير مالية لويس الرابع عشر
المفكر الكبير لاروشفوكو La Rochefoucauld
المرشال ريشليو Richelieu ابن الكاردينال الأشهر وذو القناع الحديدي
فولتير
داميان الذي حاول اغتيال لويس الخامس عشر
القائد ديموريين Dumouriez بطل معركة فالمي Valmy فيما بعد
الماركيز دي صاد Marquis De Sade
الساحر الشهير كاليوسترو Cagliostro
الكاردينال دي روهان Cardinal De Rohan بطل فضيحة جواهر الملكة ماري انطوانيت.
أما أشهر الجرائم فكانت قضية السموم في عهد لويس الرابع عشر، وقضية جواهر الملكة أيام لويس السادس عشر.
وكان لويس الحادي عشر أو موحد فرنسا، وأول من استعمل الباستيل سجنا للدولة وخصصه للمسجونين السياسيين المتآمرين عليه لقلب نظام الحكم ولاسيما في صراعه مع شارل الجسور والبرجنديين وقد أضاف لويس الحادي عشر إلى الباستيل «أقفاصا» من قضبان الحديد لا تسمح بالوقوف داخلها. وكان أول من ابتكرها له الأسقف «فردان» الذي زود هذه الأقفاص بسلاسل غليظة تنتهي بكرات حديدية ثقيلة تقيد حركة القدمين. وسجن هذا الأسقف نفسه فيها 14 سنة لأنه تآمر على الملك، ثم أفرج عنه.
كذلك سجن لويس الحادي عشر الكونت لويس دي لوكسمبورج عام 1475 وجاك أرمنياك ودوق نمور حاكم باريس عام 1477، وبقي كل منهما في الباستيل عدة أسابيع فقط ريثما يحاكمه البرلمان بتهمة التآمر على الملك ثم خرج لتنفيذ حكم الإعدام فيه علنا في ميدان السوق (الهال Les Halles).
ومنذ عهد لويس الحادي عشر كانت هناك في الباستيل غرف خاصة بالتعذيب، لا لاستخلاص الاعترافات ولكن للتحضير للموت.

## سياسة السجن
منذ تحول الباستيل من قلعة إلى سجن كان سجنا «ملكي» تابعا للملك مباشرة ينفق عليه من أمواله الخاصة، ويجري فيه كل شيء بعيدا عن رقابة القانون العام. ولم تكن تجري فيه الإعدامات، وإنما كان محطة للتحقيق والمحاكمة السياسية عن طريق برلمان باريس ثم التوزيع إما على السجون الأخرى مثل سجن فانسين وسجن مون سان ميشيل أو أحد سجون فرنسا الأربعمائة، وفي بعض الأحوال النفي أو الاعتقال مدى الحياة في الأديرة أيضا على نفقة الملك، وإما الإعدام فيتم عادة بقطع الرأس ببلطة العشماوي للنبلاء.
وهذا لم يمنع طبعا من احتجاز بعض الشخصيات في الباستيل بأمر الملك مدى الحياة أو لسنوات مديدة. وفي بعض الأحيان كان الإعدام يتم بتفسيخ جسد المحكوم عليه أربعا في ميدان الجريف كما حدث في حالة الراهب جاك كليمان Jacques Clement قاتل الملك هنري الثالث عام 1589، ورافاياك Ravaillac قاتل الملك هنري الرابع في 1610، وداميان Damiens الذي حاول قتل لويس الخامس عشر في 1757.

## تطور السجن
تم أهم تطور في تاريخ الباستيل والسجون الفرنسية في عهد لويس الرابع عشر منذ توليه في 1656، فقد كان أكثر المعتقلين بالأمر الملكي من النبلاء والقادة المتآمرين على الملوك، وكذلك الأمر في عهد كاترين دي مدسيس وماري دي مدسيس، وفي عهد الكاردينال ريشيليو Richelieu والكاردينال مازاران Mazarin.فلما تولي لويس الرابع عشر أنشأ منصبا جديدا هو منصب حكمدار بوليس باري والذي كانت مهمته حفظ الأمن وتنظيم التموين وحماية الطرق ومكافحة الحرائق والفيضانات والنجدة ووضع لوائح الصناعات والأماكن العامة والمطابع والمكتبات.
وكانت أوامر الاعتقال الملكية تسمى «الخطابات المختومة» Lettres de Cachet التي يوقعها الملك شخصيا قليلة العدد حتى بداية حكم لويس الرابع عشر ثم تدفقت كالطوفان في بداية عهده. وكان أول حكمدار للبوليس هو لاريني La Reynie الذي شغل منصبه ثلاثين عاما، وخلفه المركيز أرجنسون Argenson وقد وصف هذا المنصب بمثابة وزير سري شبيه برئيس محكمة التفتيش.
وابتداء من 1659 بدأ الباستيل يحفظ سجلات منتظمة لسجنائه، ومنها نعرف أن سجناءه بين 1658 وسقوطه في 14 يوليو 1789 بلغ 5279 سجينا منهم 2320 أيام لويس الرابع عشر (2016 ذكورا و226 اناثا)، ومنهم 1459 أيام وصاية الكاردينال دي فليري De Fleury منهم 1233 من الذكور و226 من الإناث، ومنهم 1194 سجينا في عهد لويس الخامس عشر (1019 ذكورا و175 إناثا) ومنهم 306 سجناء في عهد لويس السادس عشر (274 ذكور و 32 إناث) ولم يكن تدرج عدد السجناء في الانخفاض بسبب انخفاض عدد خطابات الكاشيه، ولكن نفقات الباستيل الباهظة جعلت الدولة تفضل إرسال المتعقلين إلى سجون أخرى.